# Polar intermèdia
Una estrella polar intermèdia (anomenada també estrella variable de tipus DQ Herculis) és un tipus de variable cataclísmica. És un sistema binari compost d'una nana blanca i d'una estrella secundària freda de la seqüència principal. A la majoria de les variables cataclísmiques, la matèria descendent de l'estrella companya és arrencada gravitacionalment per l'estrella compacta i forma un disc d'acreció al voltant d'ella. Als sistemes polars intermedis, s'aplica el mateix guió general excepte que el disc intern és destruït pel camp magnètic de la nana blanca.
El nom "polar intermedi" deriva de la força del camp magnètic de la nana blanca, que s'hi troba entre la dels sistemes de variables cataclísmiques no-magnètics i la dels sistemes fortament magnètics. Els sistemes no magnètics tenen discs d'acreció complets, mentre que els sistemes fortament magnètics (anomenats sistemes polars o AM Herculis) només tenen corrents d'acreció que afecten directament la magnetosfera de la nana blanca.
Al 14 d'abril de 2006, es coneixien 26 sistemes de polars intermediaris confirmats. Això representa només 1% del total dels 1830 sistemes variables cataclísmiques presentats al Catalog of Cataclysmic Variables (2006). Sols dos d'ells són més lluminosos que la 15a magnitud com a mínim : el prototip DQ Herculis i la insòlita nova lenta GK Persei.

## Estructura del sistema
Als sistemes polars intermedis, el material arrencat de la nana vermella, l'estrella secundària, flueix en un disc d'acreció al voltant de la nana blanca, però el disc interior es veu truncat pel camp magnètic de la nana blanca. En casos extrems, el disc es pot destruir completament, tot i que això és rar.

A la regió on es trunca el disc, el gas del disc comença a viatjar per les línies de camp magnètic de la nana blanca, formant làmines corbes de material lluminós anomenades cortines d'acreció. El material del disc passa per les cortines i després es acretat sobre la nana blanca prop d'un dels seus pols magnètics.

## Propietats físiques
Els sistemes polars intermedis són potents emissors de raigs X. Els raigs X són produïts per les partícules d'alta velocitat del corrent d'acreció provocant un xoc a mesura que cauen a la superfície de la nana blanca. A mesura que les partícules es frenen i es refreden abans de colpejar la superfície de la nana blanca, es produeixen raigs X de bremsstrahlung i poden ser absorbits pel gas que envolta la zona de xoc.
La intensitat del camp magnètic de les nanes blanques en sistemes polars intermedis està normalment entre 1 i 10 milions de gauss (100-1000 tesles). És aproximadament un milió de vegades més fort que el camp magnètic terrestre i proper al límit superior de la intensitat dels camps magnètics que es poden produir a la Terra al laboratori, però molt menys que la intensitat del camp magnètic de les estrelles de neutrons. A la intersecció del corrent d'acreció i la superfície de la nana blanca, es produeix un punt calent. Com que la nana blanca té un camp magnètic dipolar, hi ha un punt calent a cadascun dels dos pols magnètics. A mesura que la nana blanca i el seu camp magnètic dipolar giren sobre si mateixos, els punts calents també giren.
Les altres característiques que defineixen els polars intermediaris comprenen una forta línia d'emissió de l'heli II a 468,6 nm i una polarització circular, a més de les periodicitats de la corba de llum descrites més avall.

## Periodicitats de la corba de llum
La corba de llum d'una polar intermèdia pot presentar diversos tipus de canvis periòdics estables de lluminositat. Una de les periodicitats és lligada al període orbital del sistema binari Els períodes orbitals de les polars intermediàries confirmades van de 1,4 a 48 hores, amb valors típics compresos entre 3 i 6 hores
Un segon senyal periòdic ve de la rotació de la nana blanca al voltant del seu eix. La característica observacional que defineix més clarament una polar intermèdia és l'existència d'un senyal periòdic d'espín que és més curt que el període orbital. Els períodes coneguts van de 33 a 4.022 segons. La causa física de les oscil·lacions del període d'espín òptic és habitualment atribuïda al canvi de punt de vista de la cortina d'acreció quan convergeix cap a la nana blanca.
Una tercera periodicitat de la corba de llum, el període de copejament entre el període d'espín i el període orbital, és també sovint present.
Els tres senyals periòdics poden ser mesurats calculant la transformada de Fourier de la corba de llum i produint un espectre de potència. Els polars intermedis produeixen periodicitats d'espín i de copejament en raigs X, en ultraviolat, i a les longituds d'ona òptiques. Encara que la font de les periodicitats als tres dominis de longitud d'ona siga la rotació de la nana blanca sobre ella mateixa, els mecanismes exactes que produeixen les periodicitats al domini de les altes energies i les periodicitats en òptica podrien ser diferents.
A més de les oscil·lacions estables, poden aparèixer oscil·lacions inestables anomenades "oscil·lacions quasi-periòdiques" que desapareixen després d'uns quants cicles. Aquestes oscil·lacions quasi-periòdiques solen tenir períodes entre 30 i 300 segons.